# دورة فرنسا المفتوحة 2002
قائمة بطولات دورة رولان غاروس لعام 2002:

## الكبار

### فردي رجال
ألبرت كوستا هزم  خوان كارلوس فيريرو, النتيجة:6-1, 6-0, 4-6, 6-3

### فردي سيدات
سيرينا ويليامز هزمت  فينوس ويليامز, النتيجة:7-5, 6-3

### زوجي رجال
بول هارهويس () ويفجيني كافلينكوف () هزما مارك نوليز () ودانييل نيستور (), النتيجة:7-5, 6-4

### زوجي سيدات
فيرجينيا ريانو باسكال () وباولو سواريز () هزمتا ليزا رايموند () ورينيه ستبس (), النتيجة:6-4, 6-2

### زوجي مختلط
كارا بلاك وواين بلاك () هزما مارك نوليز () وإيلينا بوفاينا (), النتيجة:6-3, 6-3

## الشباب

### فردي أولاد
ريشارد جاسكيه () هزم لوارينت ريكوديرز (), النتيجة:6-0, 6-1

### فردي بنات
أنجيليكو ويدجاجا () هزمت أشلي هاركليرود (), النتيجة:3-6, 6-1, 6-4

### زوجي أولاد
ماركس باير وفيليب بيتنيزشير () هزما ريان هنري وتود رايد (), النتيجة:7-5, 6-4

### زوجي بنات
أنا لينا غرونيفيلد () وباربرا سترايكوفا () هزمتا سو وي هساي () وسفيتلانا كوزنيتسوفا (), النتيجة:7-5, 7-5